# Quelltermrückrechnung
Die Quelltermrückrechnung (englisch Reverse Dispersion Modelling) ist eine Methode zur rechnerischen Ermittlung von Emissionen aufgrund von Immissionsdaten.

## Hintergrund
Emissionen aus gefassten Quellen, wie beispielsweise Schornsteinen, können dank moderner Abgasreinigungstechniken erheblich reduziert werden, sodass die Bedeutung diffuser Emissionen zunimmt. Deutlich wird dies am Beispiel der chemischen und petrochemischen Anlagen, die ungefähr zwei Drittel der Emissionen an flüchtigen organischen Verbindungen diffus emittieren.
Da Austrittsort, dessen Geometrie und der Volumenstrom diffuser Emissionen nicht exakt feststellbar sind, ist deren messtechnische Erfassung mit Schwierigkeiten behaftet. Auf Basis von im Lee der betrachteten Anlage ermittelten Immissionsdaten sowie meteorologischen Daten und mithilfe von physikalischen oder mathematischen Modellierungstechniken wird auf die Emissionen der zu untersuchenden Quelle geschlossen. Daher wird die Quelltermrückrechnung auch als „inverse Ausbreitungsrechnung“ bezeichnet.
Die Quelltermrückrechnung zählt zu den indirekten Methoden der Emissionsermittlung. Sie erlaubt nicht die exakte Bestimmung von Emissionen.